# Алфонс де Ламартин
Алфонс де Ламартин (фр. Alphonse-Marie-Louis de Prat de Lamartine; Макон, 21. октобар 1790 — Париз, 28. фебруар 1869) био је француски књижевник и политичар.

## Биографија
Познат је по аутобиографској поеми "Језеро", која ретроспективно описује љубав једног пара гледана кроз очи пропалог човека. Ламартин је био уметник у француској поетичкој форми. Био је један од ретких Француза који је свој књижевни дар комбиновао са политиком. Одгојен у строгом хришћанству постао је богољуб, те је написао Jocelyn и La Chute d'un ange. Написао је Историју жирондинаца 1847. која описује жирондинце.
Пуно је путовао а у Турској се 1820. године оженио Енглескињом Маријом Бирч.
Радио је за француску дипломатију у Италији од 1825. до 1828. године. Члан Француске академије постао је 1829. године. Био је министар спољних послова од 24. фебруара 1848. до 11. маја 1848. године.
У свом проласку кроз Ниш, о Ћеле кули је рекао: Нека Срби сачувају овај споменик! Он ће научити њихову дјецу шта вреди независност једног народа, показујући им по какву су их цијену платили њихови очеви. Ламартин, јула 1833.
Преминуо је у Паризу завршивши своју каријеру литерарним сломом.

## Дела
- Saül (1818)
- Méditations poétiques (1820)
- Nouvelles Méditations (1823)
- Harmonies poétiques et religieuses (1830)
- Sur la politique rationnelle (1831)
- Voyage en Orient (1835)
- Jocelyn (1836)
- La chute d'un ange (1838)
- Recueillements poétiques (1839)
- Историја жирондинаца (1847)
- Raphaël (1849)
- Confidences (1849)
- Geneviève, histoire d'une servante (1851)
- Graziella (1852)
- Les visions (1853)
- Cours familier de littérature (1856)
- La Vigne et la Maison (1857)
- Povijest revolucije iz 1848 (1849)
- Le tailleur de pierre de Saint-Point (1851)

## Галерија
- Алфонс де Ламартин, око 1865.
- Ламартини о Ћеле-кули
- Споменик Ламартину у Карађорђевом парку, Београд
- Споменик Ламартину у Земунском парку, Земун
- Споменик Ламартину у Земунском парку, Земун